# Bude, Mississippi
Bude, Mississippi (енгл. Bude) град је у америчкој савезној држави Мисисипи.

## Демографија
По попису из 2010. године број становника је 1.063, што је 26 (2,5%) становника више него 2000. године.
| Група             | 2000.       | 2010.       |
| Белци             | 456 (44,0%) | 473 (44,5%) |
| Афроамериканци    | 571 (55,1%) | 564 (53,1%) |
| Азијати           | 0 (0,0%)    | 0 (0,0%)    |
| Хиспаноамериканци | 5 (0,5%)    | 16 (1,5%)   |
| Укупно            | 1.037       | 1.063       |